# Lars Sjösten
Lars Sjösten (* 7. Mai 1941 in Oskarshamn; † 19. Oktober 2011) war ein schwedischer Jazz-Pianist und Komponist.

## Leben
Sjösten trat in den 1960er Jahren häufig im Jazzclub Gyllene Cirkeln auf, wo er u. a. Jazz-Größen wie Ben Webster, Art Farmer oder den Schweden Bernt Rosengren begleitete. Seit 1971 nahm er Alben unter eigenem Namen auf. Er spielte auch in der Gruppe des Saxophonisten Lars Gullin, mit Dexter Gordon (The Shadow of Your Smile), Benny Bailey, Lee Konitz (den er auf dem Album Dedicated to Lee 1983 mit eigenem Oktett begleitete), dem norwegischen Saxophonisten Bjarne Nerem und Putte Wickman. Er spielte mit eigenem Quartett (mit Baritonsaxophonist Gunnar Bergsten, Drummer Bo Söderberg und Bassist Patrik Boman) eigene Kompositionen und die von Gullin. 1990 entstand sein Album In Confidence, 1997 wirkte er an Rolf Ericsons Album I Love You So.... mit.
1997 erhielt er den Lars-Gullin-Preis und 2006 den Christer Bousted-Preis. Für das Solo-Album Select Notes erhielt er 1981 die Gyllene Skivan des Orkesterjournals, und ebenso mit seinem Quartett 1989 für Roots and Relations (Dragon).

## Diskographische Hinweise
- Lars Gullin: Portrait of My Pals (EMI, 1964)
- Lars Gullin: Bluesport (EMI, 1974)
- Lee Konitz: Friends (Dragon, 1991)
- Bent Rosengren: Stockholm Dues (EMI, 1965)